# Liste der Kulturdenkmäler in Wolfsheim
In der Liste der Kulturdenkmäler in Wolfsheim sind alle Kulturdenkmäler der rheinland-pfälzischen Ortsgemeinde Wolfsheim aufgeführt. Grundlage ist die Denkmalliste des Landes Rheinland-Pfalz (Stand: 3. April 2024).

## Einzeldenkmäler
| Bezeichnung              | Lage                                            | Baujahr                | Beschreibung | Bild                           |
| ------------------------ | ----------------------------------------------- | ---------------------- | --- | ------------------------------ |
| Evangelische Pfarrkirche | Kirchgasse 4 Lage                               | 12. Jahrhundert        | im Kern romanischer Chorturm, 12. Jahrhundert; Langhaus 1586/87, Erweiterung mit barocker Überformung 1747/48                              | weitere Bilder Fotos hochladen |
| Wohnhaus                 | Kreuznacher Straße 4 Lage                       | frühes 18. Jahrhundert | barockes Fachwerkhaus, teilweise massiv, wohl aus dem frühen 18. Jahrhundert                                                               | Fotos hochladen                |
| Rathaus                  | Kreuznacher Straße 7 Lage                       | 1896                   | ehemaliges Schulhaus; eineinhalbgeschossiger gründerzeitlicher Klinkerbau, Neurenaissance-Motive, bezeichnet 1896                          | Fotos hochladen                |
| Kriegerdenkmal           | südlich des Ortes; Flur In der Leimenkaute Lage |                        | auf dem 1897 angelegten Friedhof Kriegerdenkmal 1914/18, Soldatenliegefigur, Entwurf P. Dienstdorf, Wiesbaden, Bildhauer Stieb, Nieder-Olm | weitere Bilder Fotos hochladen |